# Kiyonosuke Marutani
Kiyonosuke Marutani (丸谷 清之介, Marutani Kiyonosuke) est un footballeur international japonais. Il évoluait au poste de milieu de terrain.

## Carrière
Kiyonosuke Marutani, joueur de l'Osaka Soccer Club, compte une unique sélection en équipe nationale japonaise. Il entre en jeu le 20 mai 1925 contre la Chine, vainqueur sur le score de 2-0, dans un match comptant pour les Jeux de l'Extrême-Orient.